# 西非羊角拗
西非羊角拗（学名：Strophanthus sarmentosus）为夹竹桃科羊角拗属的植物。分布于西非、塞内加尔以及中国大陆的云南等地，目前已由人工引种栽培。